# Eudulophasia sanguinea
Eudulophasia sanguinea là một loài bướm đêm trong họ Geometridae.